# Provincia di Antonio Raymondi
La provincia di Antonio Raymondi è una provincia del Perù, situata nella regione di Ancash.

## Geografia antropica

### Suddivisioni amministrative
È divisa in 6 distretti:
- Llamellín
- Aczo
- Chaccho
- Chingas
- Mirgas
- San Juan de Rontoy